# William Nelson James
William Nelson James, född 1801, död 1854, var en engelsk flöjtist.
James utgav ett verk betitlat A word or two on the flute, en bok, som emellertid på inte mindre än tvåhundrafemtiotvå sidor avhandlar flöjtens teknik och dessutom lämnar biografiska notiser över många äldre och nyare flöjtvirtuoser (London, 1826; 2:a upplagan 1836; 3:e upplagan 1982, faksimil med en inledning av Stephen Preston).